# Manuel González García
Pour les articles homonymes, voir Manuel González (homonymie), González, Manuel Garcia (homonymie) et Garcia.
Manuel González García (Séville, 25 février 1877 - Madrid, 4 janvier 1940) est un homme d'Église espagnol, d'abord archiprêtre de Huelva, puis évêque de Malaga et de Palencia. Il est aussi le fondateur des Missionnaires eucharistiques de Nazareth. Connu comme l'Apôtre des tabernacles abandonnés. Il est vénéré comme saint par l'Église catholique, canonisé par le pape François le 16 octobre 2016. 

## Biographie

### Jeunesse et formation
Manuel González García naquit dans la paroisse de San Bartolomé, ses parents étaient nés à Antequera, Malaga. Il intégra le collège San Miguel de Séville, où se formaient les enfants du chœur de la Giralda.  Avant l’âge de dix ans, il fut l’un des seize de la cathédrale de Séville, groupe d’enfants de chœur qui dansaient et chantaient devant le Saint-Sacrement durant les célébrations du Corpus Christi et de l’Immaculée Conception.
Séminariste à douze ans, il obtint d'excellentes qualifications dans toutes les matières. Après quinze années d’études, il obtint le doctorat en théologie et la licence en droit canon.

### Prêtre
Il fut ordonné prêtre par le cardinal Spinola en 1901. Il célébra sa première messe le 29 septembre 1901, dans l’église de la Sainte-Trinité, consacrée à Marie Auxiliatrice, à laquelle il se recommandera toujours comme Médiatrice.
En 1902, il fut envoyé par l’archevêque de Séville à Palomares del Rio (Séville) pour prêcher une mission ; ignoré par les autorités, il se rendit à l’église, qu’il trouva sale et abandonnée. À genoux, devant le tabernacle abandonné, devant Jésus Sacrement, Manuel Gonzalez pensa à la quantité de tabernacles abandonnés qu’il y avait dans le monde, recevant ainsi la grâce charismatique qui transforma sa vie et orienta ses œuvres eucharistiques.
Sa première charge fut comme aumônier de la résidence de personnes âgées des Sœurs des Pauvres de Séville.
Le 1er mars 1902, il fut nommé curé de la paroisse de San Pedro de Huelva. Durant 11 ans, il y vécut jusqu’à ce qu’il fut proposé comme évêque auxiliaire de Malaga. À Huelva, il est institué archiprêtre de la ville où il fonda les écoles du Sacré Cœur de Jésus avec l’avocat et pédagogue Manuel Siurot.

### Évêque de Malaga
Le 6 décembre 1915, le pape Benoît XV le nomma évêque auxiliaire de Malaga. À la mort de l'évêque, il devint administrateur apostolique puis évêque.
La nuit du 11 mai 1931, la foule incendia le palais épiscopal de Malaga, réduisant en cendres les archives, œuvres d'art et documents, ainsi que la plupart des temples et couvents de Malaga.
L'évêque s'échappa in-extremis, avec des proches et des religieux, par une porte arrière de l'édifice en flammes. Après une nuit passée chez un prêtre diocésain, devant le climat de tension et le manque de garantie de la part des autorités, il quitta la ville, où il ne reviendra jamais ; et partit le 13 mai pour Gibraltar, où il fut accueilli par l'évêque local, Richard Joseph Fitzgerald. Il resta 6 mois à Gibraltar, jusqu'au 26 décembre 1931. Il voyagea ensuite jusque Ronda, puis Madrid, d'où il dirigea le diocèse à partir de 1932.

### Évêque de Palencia
Le 5 août 1935, le pape Pie XI le nomma évêque de Palencia. 
Ce seront les cinq dernières années de sa vie. Il y connut, dans le monastère de San Isidro de Dueñas, saint Rafael Arnaiz Baron.
Depuis Palencia, il trouva encore le temps de créer sa dernière publication périodique, la revue pour enfants Reine.
Il décéda au sanatorium de l'hôpital universitaire Notre-Dame du Rosaire à Madrid, le 4 janvier 1940. Il fut enterré dans la cathédrale de Palencia, dans la chapelle du Saint Sacrement, sous l'inscription par lui dictée : « Je demande d'être enterré à côté d'un tabernacle, pour que mes os, après ma mort, comme ma langue et ma plume pendant ma vie, continuent  à dire à ceux qui passent : ici est Jésus ! ici est-Il ! ne L'abandonnez pas ! ».

## Béatification et canonisation
- 1952 : ouverture de la cause de béatification et canonisation.
- 6 avril 1998 : le pape Jean-Paul II lui attribue le titre de vénérable.
- 29 avril 2001 : cérémonie de béatification célébrée Place Saint-Pierre, à Rome, par Jean-Paul II qui a vu en lui « un modèle de foi eucharistique, dont l'exemple continue à parler à l'Église d'aujourd'hui ».
- 3 mars 2016 : le pape François reconnaît un miracle obtenu par son intercession et signe le décret de canonisation.
- 16 octobre 2016 : canonisation par le pape François.

## Sources
- Magnificat numéro 278 de janvier 2016 page 80
- Article correspondant sur Wikipedia en espagnol.
- Site Web de l'Union Eucharistique Réparatrice (Union Eucaristica Reparadora)
- Saint Manuel González García - nominis